# 中国共产党浏阳市委员会
中国共产党浏阳市委员会（简称中共浏阳市委）是中国共产党在湖南省长沙市浏阳市的领导机关。

## 历史沿革
在北伐战争期间的1926年7月24日，叶挺、林伯渠率领北伐军第四军独立团和第六军一部由醴陵进入浏阳，其后，叶挺、林伯渠等人协助中国共产党在当地建立了组织机构，10月，中国共产党浏阳县第一次党员代表大会在浏阳文庙召开，中国共产党浏阳县委员会成立，潘心元被选举为首任县委书记。。

## 职责
根据《中国共产党地方委员会工作条例》，中国共产党地方委员会主要实行政治、思想和组织领导，承担下列职能：
1. 对本地区重大问题作出决策。
2. 通过法定程序使党组织的主张成为地方性法规、地方政府规章或者其他政令。
3. 加强对本地区宣传思想文化工作的领导，牢牢掌握意识形态工作领导权、话语权。
4. 按照干部管理权限任免和管理干部，向地方国家机关、政协组织、人民团体、国有企事业单位等推荐重要干部。
5. 支持和保证人大、政府、政协、法院、检察院、人民团体等依法依章程独立负责、协调一致地开展工作，发挥这些组织中党组的领导核心作用。
6. 加强对本地区群团工作和统一战线工作的领导。
7. 动员、组织所属党组织和广大党员，团结带领群众实现党的目标任务。

## 历任书记
| 姓名   | 就任日期   | 卸任日期   | 备注               |
| ------ | ---------- | ---------- | ------------------ |
| 潘心元 | 1926年10月 | 1931年     | [ 3 ]              |
| 刘大荣 |            |            | [ 4 ]              |
| 陈贵元 |            |            |                    |
| 张元高 |            |            |                    |
| 左之前 |            |            |                    |
| 欧觉   |            |            |                    |
| 朱桂生 | 1932年4月  |            |                    |
| 徐秉谦 | 1949年7月  |            | 徐向前之族弟       |
| 贾德润 |            | 1977年     |                    |
| 陈再仁 | 1977年     | 1983年     |                    |
| 张绍春 |            |            | [ 6 ]              |
| 邹水生 |            |            |                    |
| 梅克保 | 1992年7月  | 1994年9月  | 浏阳撤县建市后首任 |
| 谢树林 | 1994年10月 | 1996年10月 |                    |
| 欧代明 | 1996年11月 | 2000年10月 |                    |
| 袁觀清 | 2000年11月 | 2002年9月  |                    |
| 李亿龙 | 2002年9月  | 2006年4月  | [ 7 ]              |
| 易佳良 | 2006年4月  | 2011年9月  | [ 8 ]              |
| 钟钢   | 2011年9月  | 2012年12月 |                    |
| 曹立军 | 2012年12月 | 2017年3月  | [ 9 ]              |
| 黎春秋 | 2017年3月  | 2021年4月  | [ 10 ]             |
| 朱东铁 | 2021年4月  | 2024年5月  | [ 11 ]             |
| 肖正波 | 2024年7月  |            |                    |